# Кінгстон-апон-Темс
Кінгстон-апон-Темс (англ. Kingston upon Thames, досл. «Кінгстон-на-Темзі») — населений пункт однойменного лондонського боро, при злитті Темзи з Іуллем, за 16,1 км від вокзалу Черінг-Кросс, Лондон. Більша частина саксонських королів, починаючи з Едварда Старшого до Етельреда Нерозумного, коронувались тут.

## Освіта
У Кінгстоні-на-Темзі багато шкіл, серед них: Surbiton High School, Hollyfield, Southborough, Chessington Community College, Richard Challoner, Kingston Grammar School, Coombe Schools й Tiffin School. Кінгстон-на-Темзі також є домом для Кінстонгського університету й Кінгстонського коледжу.

## Транспорт
Кінґстон знаходиться на лінії до станції Ватерлоо через Вімблдон та через Ричмонд-на-Темзі. Місцеві залізничні станції: Кінгстон і Норбітон.
Автошлях А3 сполучає центральний Лондон з Кінгстоном. Також містом проходять автошляхи А240, А307 й А310.
На відстані шести миль від міста розташовано аеропорт Хітроу.

## Спорт
Кінгстон — дім двох футбольних клубів Kingstonian F.C. та AFC Wimbledon, обидва клуби грають на стадіоні The Fans' Stadium, Kingsmeadow.

## Персоналії
- Едвард Майбрідж (1830—1904) — британський та американський фотограф і дослідник
- Джон Голсуорсі (1867—1933) — англійський письменник.